# Саласар Гомес, Рубен Дарио
Хесус Рубен Саласар Гомес (исп. Jesús Rubén Salazar Gómez; род. 22 сентября 1942, Богота, Колумбия) — колумбийский кардинал. Епископ Кукуты с 11 февраля 1992 по 18 марта 1999. Архиепископ Барранкильи с 18 марта 1999 по 8 июля 2010. Архиепископ Боготы и примас Колумбии с 8 июля 2010 по 25 апреля 2020. Председатель Конференции католических епископов Колумбии с июля 2008 по июль 2014. Кардинал-священник с титулом церкви Сан-Джерардо-Майелла с 24 ноября 2012.

## Награды
- Орден Святого Гроба Господнего Иерусалимского:
  - Большой крест (24 ноября 2012 года)[2];
  - Командор со звездой (25 мая 2011 года)[2].